# Avenue Foch (Lille)
Pour les articles homonymes, voir Avenue Foch.
L'avenue  Foch  est une avenue de Lille, dans le Nord, en France. 

## Situation et accès
Située dans les quartiers de Lille-Centre et du Vieux-Lille l'avenue Foch relie la Rue Nationale (Lille) au Square Dutilleul en croisant la Rue de Tenremonde, qui figure parmi les îlots regroupés pour l'information statistique (IRIS No 0112 - Lille Centre 12) de Lille, tels que l'Insee les a établis en 1999.
L'avenue longe le square Foch et le square Dutilleul, elle est desservie par la station de métro Rihour.

## Origine du nom
L'avenue tient son nom de Ferdinand Foch (1851-1929), maréchal de France, le généralissime de la Grande Guerre.

## Bâtiments remarquables et lieux de mémoire
- La statue équestre du Maréchal Foch réalisée en 1936, par le sculpteur Edgar Boutry (Français, 1857-1938).
- Le monument situé à l'entrée du Square Foch, en hommage à Alexandre Desrousseaux, créateur de la berceuse de 1853 , écrite en ch'ti: L'canchon Dormoire plus connue sous le nom du P’tit Quinquin (« Petit enfant »).